# Comuna Holovske, Turka
Holovske (în ucraineană Головське) este o comună în raionul Turka, regiunea Liov, Ucraina, formată din satele Holovske (reședința), Krînteata și Zubrîțea.

## Demografie
Componența lingvistică a comunei Holovske
     Ucraineană (99,82%)
     Alte limbi (0,18%)
Conform recensământului din 2001, majoritatea populației comunei Holovske era vorbitoare de ucraineană (99,82%), existând în minoritate și vorbitori de alte limbi.